# SS Tanais
SS Tanais byla řecká nákladní loď. Postavena byla roku 1907 pro britského zákazníka jako SS Holywood. Přibližně roku 1935 byla prodána do Řecka a přejmenována na Tanais. Osud plavidla je spojen s druhou světovou válkou. V květnu 1941 ji v zátoce Suda na Krétě potopilo německé letectvo. Němci loď opravili a dále provozovali. Dne 9. června 1944 Tanais se značnými ztrátami na životech potopila britská ponorka HMS Vivid. Mimo jiné tehdy byla na palubě téměř celá zbývající populace krétských židů, kteří měli skončit v koncentračních a vyhlazovacích táborech.

## Stavba
Plavidlo postavila britská loděnice Blumer, John & Co. v Sunderlandu. Parní stroj dodala společnost North Eastern Marine Engineers Ltd. ze stejného města. Na vodu bylo spuštěno 14. prosince 1906 a dokončeno v lednu 1907.

## Konstrukce
Plavidlo bylo postaveno z oceli. Pohonný systém tvořily dva kotle a trojčinný parní stroj o výkonu 214 hp, roztáčející jeden lodní šroub. Nejvyšší rychlost dosahovala deset uzlů.

## Služba
V letech 1907–1935 plavidlo provozovala britská společnost William France, Fenwick and Company, pro kterou bylo postaveno. Poté jej koupila řecká společnost Stefanos Synodinos se sídlem v Pireu a přejmenovala jej na Tanais podle antického řeckého sídla v ústí řeky Don.
Osud plavidla poznamenala druhá světová válka. Po italské invazi do Řecka v roce 1940 Tanais zrekvíroval stát a využíval jej k transportu řeckých vojáků a zásob. V době německé invaze na Krétu v květnu 1941 jej v zátoce Suda na Krétě potopila Luftwaffe. Po vyzvednutí a opravě jej od roku 1943 provozovala německou vládou kontrolovaná společnost Mittelmeer Reederei Gmbh. Plavidlo Tanais zajišťovalo dopravu mezi řeckou pevninou a ostrovy v Egejském moři.

### Potopení
Dne 12. května 1944 byl vedení německé policie v Athénách doručen Himmlerův pokyn ke shromáždění židů z Kréty a Korfu a jejich přepravě do táborů v Osvětimi. Krétští židé byli německými vojáky zatčeni 21. května 1944 v Chanii a uvězněni ve věznici Agia. Dne 4. června byli převezeni do Heráklionu a drženi v pevnosti Makasi. Jednalo se o 263, dle některých pramenů 265, osob. Dalším šesti se při zatýkání v květnu 1944 podařilo ukrýt. Večer 8. června 1944 byli židé naloženi na palubu nákladní lodě Tanais, která je měla dopravit do Pirea. Jejich cílovou stanicí byla Osvětim. Na palubě bylo také 48 krétských příslušníků odboje (uvězněných v souvislosti s únosem německého generála Heinricha Kreipeho) a 112 italských válečných zajatců.
Tanais z Heralionu vyplula 8. června 1944 eskortována stíhačem ponorek UJ 2142 a strážními plavidly GK 05 a GK 06. Ráno 9. června 1944 ve 2:31 plavidlo asi 60 km severovýchodně od Heráklionu zpozorovala britská ponorka HMS Vivid. Její kapitán Cromwell Varley netušil, jaký přepravuje náklad. Ponorka ve 3:12 vypustila čtyři torpéda, z nichž dvě Tanais zasáhla. Plavidlo se během dvanácti vteřin potopilo s téměř všemi osobami na palubě. Dle serveru Uboat.net se zachránilo 51 osob, z toho 37 Němců. Prakticky celé židovské osídlení Kréty tím zaniklo.

## Připomínky
- Památník holokaustu v Chanii – památník ve tvaru lodní přídě se nachází na nábřeží poblíž námořního muzea[6]